# Эйзен, Шарль
Шарль-Доменик-Жозеф Эйзен (фр. Charles-Dominique-Joseph Eisen; 17 августа 1720, Валансьенн — 4 января 1778) — французский рисовальщик и гравёр, мастер французской книжной иллюстрации XVIII века.

## Биография
Эйзен был родом из Фландрии. Учился у отца, живописца Франсуа Эйзена (ок. 1695 — после 1778). С 1741 года жил в Париже, в 1742 году поступил учеником к гравёру Жаку-Филиппу Леба. Шарль Эйзен снискал славу лучшего рисовальщика Парижа, давал уроки рисования и гравирования маркизе де Помпадур. В 1777 году он переехал в Брюссель. В последние годы его рисунки вышли из моды и он умер в нищете в 1778 году.

## Творчество
Эйзен иллюстрировал «Метоморфозы» Овидия (1767—1771), «Генриаду» Вольтера (1770). Одна из самых знаменитых работ художника — «Сказки» Лафонтена (Амстердамское издание 1762 года), вошедшие в историю европейской гравюры под названием «издание откупщиков». Его финансировал кружок библиофилов, членами которого были генеральные откупщики (сборщики налогов) Франции. Другое известное «галантное издание» с иллюстрациями по рисункам Эйзена — «Поцелуи» Дора (1770). Иллюстрации, заставки и концовки настолько превалировали над посредственным текстом, что это издание современники расценили «скорее как произведение рисовальщика Эйзена, а не поэта Дора».

## Галерея

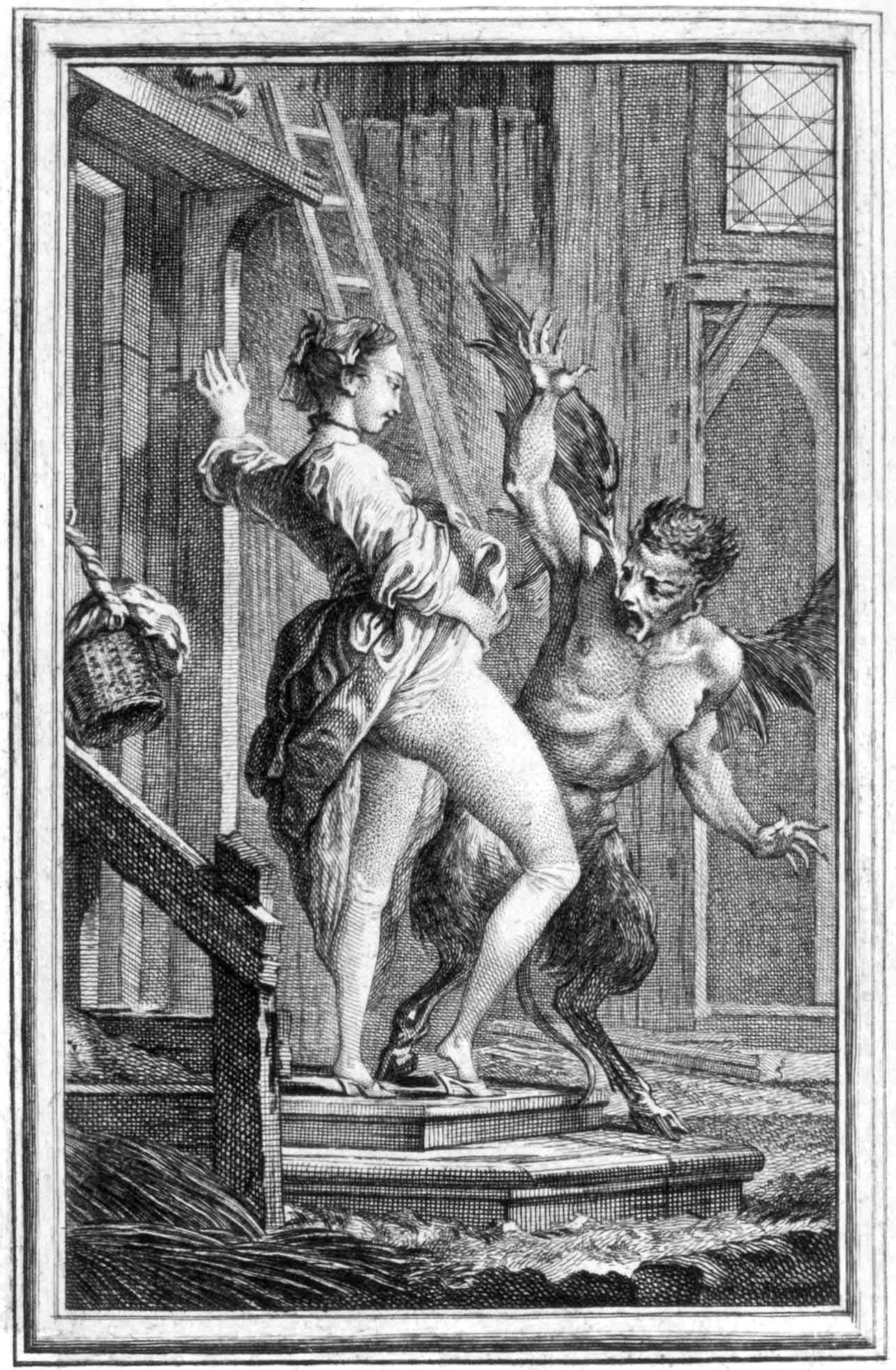
Иллюстрация к The Devil of Pope-Fig Island, из «Басен» Лафонтена
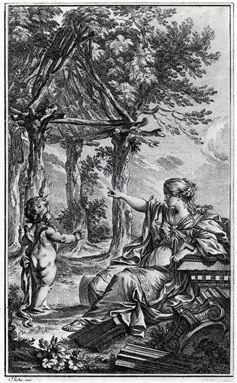
Фронтиспис книги  М.-А. Ложье Essai sur l’Architecture. 1755, на котором изображена «Хижина Витрувия»
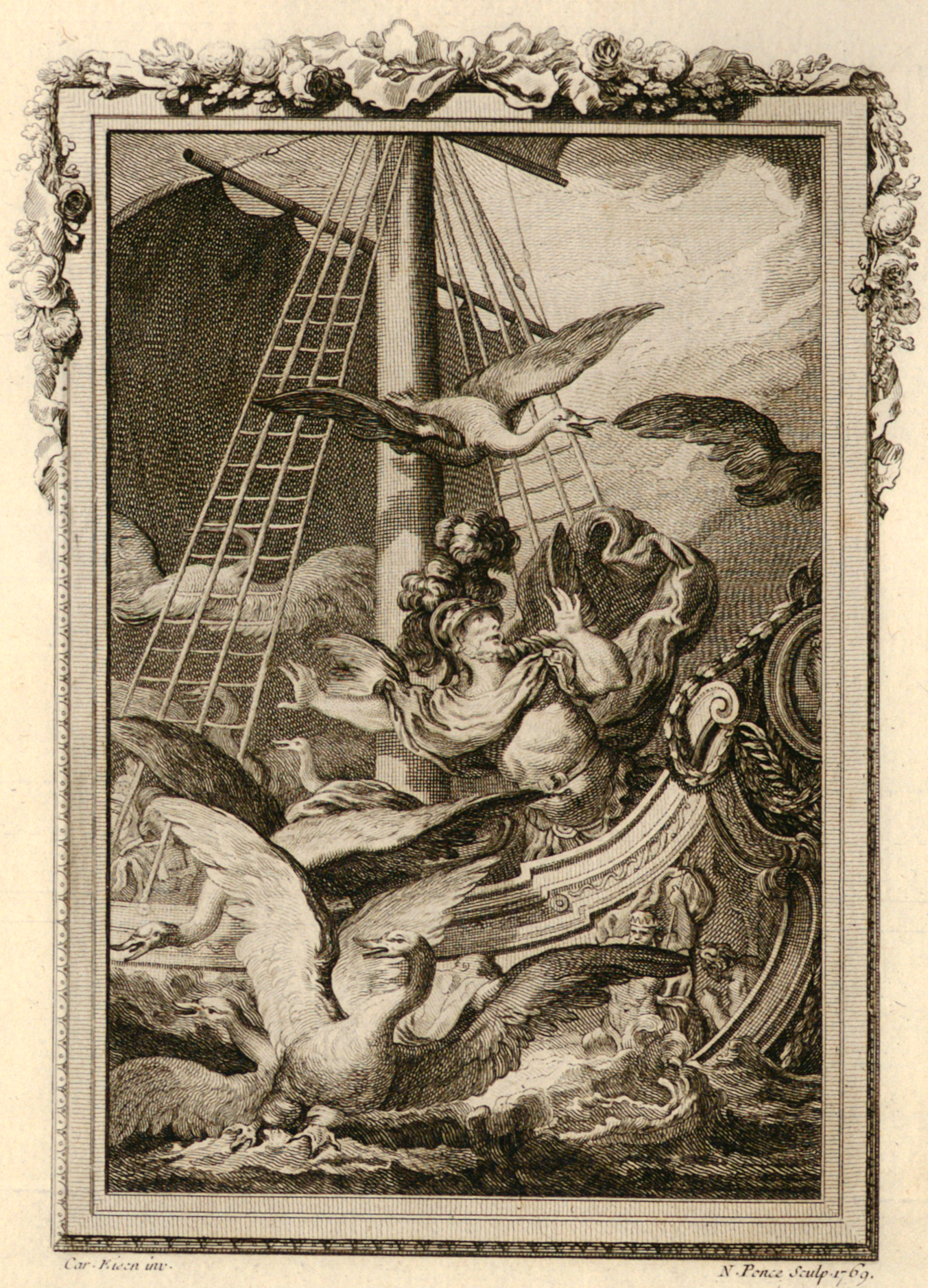
Венера и Акмон. Иллюстрация к «Метаморфозам» Овидия. Гравюра Н. Понса по рисунку Ш. Эйзена
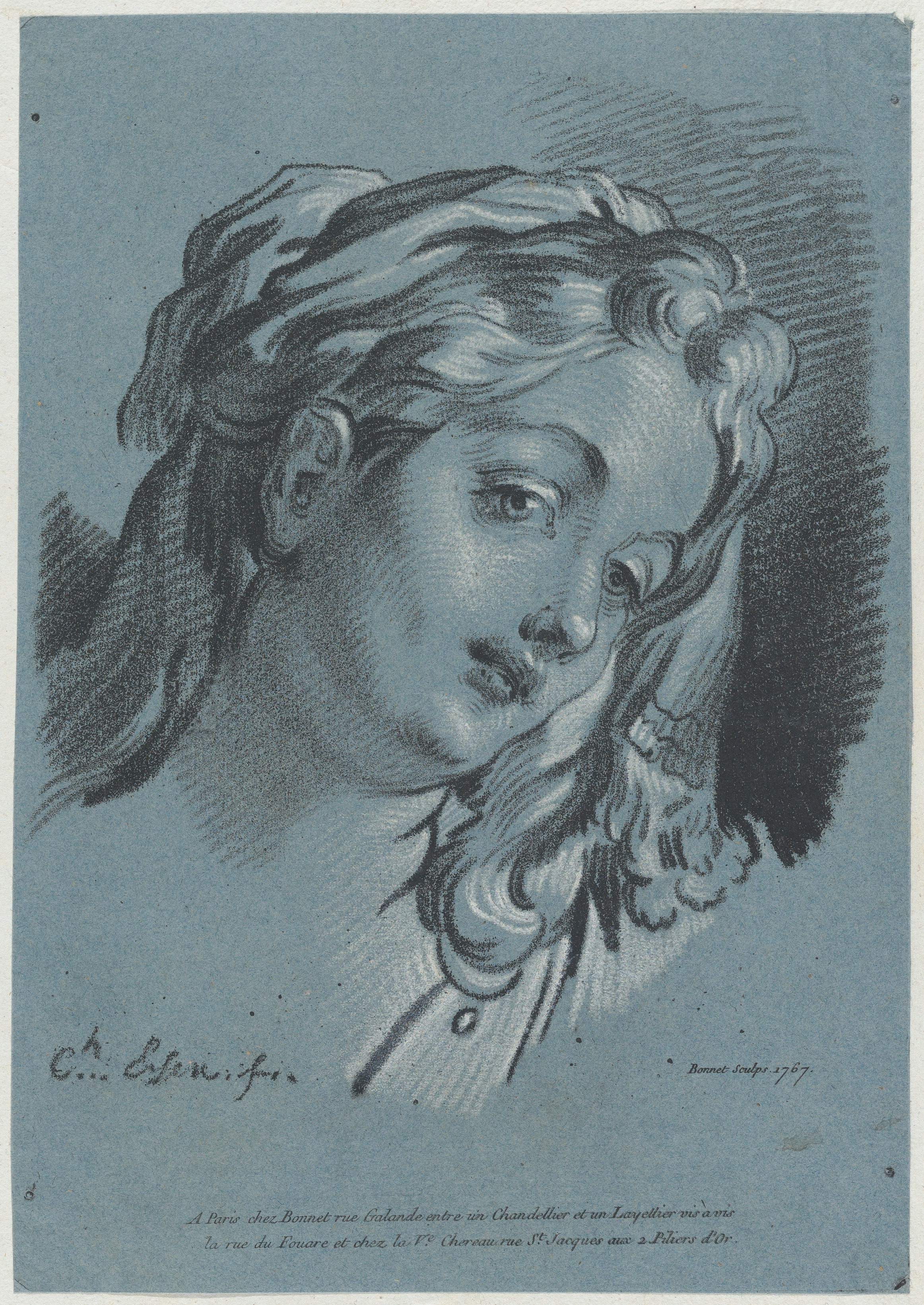
Голова девушки. 1767. Тонированная бумага.Карандашная манера